# Gigi Edgley
Gigi Edgley (Perth, 16 novembre 1977) è un'attrice australiana.
Interprete in diverse produzioni australiane, in Italia è maggiormente conosciuta per l'interpretazione di Chiana nella serie televisiva di fantascienza Farscape. In seguito interpreterà Lara Knight, personaggio della serie TV Rescue Special Ops.
Tra i riconoscimenti tributatele vi è una nomination come migliore attrice al Film Critics Circle of Australia 2006 in Last Train to Freo.

## Cinema
- La maschera di scimmia, regia di Samantha Lang (2000)
- Last Train to Freo, regia di Jeremy Sims (2006)
- Showdown at Area 51, regia di C. Roma (2007)
- Newcastle, regia di Dan Castle (2008)
- Nobody Knows, regia di Fabien Hameline (2009)
- Last Train to Freo: Return, regia di Jeremy Sims (2013)

## Televisione
- The Day of the Roses – film TV (2001)
- BlackJack – film TV (2003)
- Farscape – serie TV, 74 episodi (1999-2003)
- The Secret Life of Us – serie TV, 14 episodi (2003)
- Stingers – serie TV, 9 episodi (2004)
- BlackJack: In the Money – film TV (2005)
- BlackJack: Ace Point Game – film TV (2006)
- BlackJack: At the Games – film TV (2006)
- The Starter Wife – serie TV, 6 episodi (2007)
- BlackJack: Ghosts – film TV (2007)
- Rescue Special Ops – serie TV, 48 episodi (2009-2011)
- Tricky Business – serie TV, 13 episodi (2012-2013)